# Coen Bot

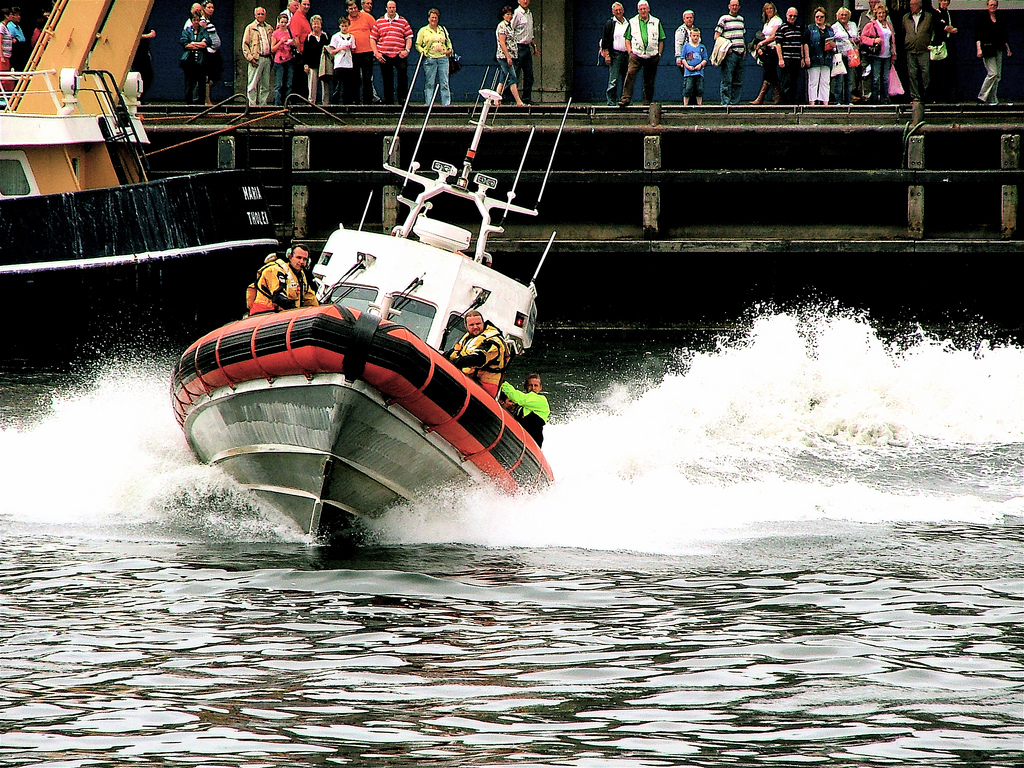
Reddingsboot van de KNRM

Coenraad (Coen) Bot (Den Helder, 30 juni 1948 – Den Helder, 29 december 2022) is een voormalig schipper van de Koninklijke Nederlandse Redding Maatschappij. In de 33 jaar dat hij daar in dienst was heeft hij zo'n 1438 drenkelingen weer veilig aan land gebracht.
Hij was de derde generatie Bot bij de KNRM. Zijn grootvader, die ook Coen Bot heette (geboren in 1882 in Den Helder), was de eerste. Deze eerste Coen Bot begon onder de legendarisch redder Dorus Rijkers en werd later schipper op de reddingsboot. Hij kreeg een groot aantal onderscheidingen voor zijn werk. Deze schreef zijn belevenissen neer in het boek "Als de noordwester woedt" dat rond 1955 verscheen.
Coens zoon Pieter Bot, die al een tijdje meevoer, volgde hem na de oorlog op als schipper en werd ook onderscheiden voor zijn inzet. En ook diens zoon Coen de jongere kwam uiteindelijk bij de KNMR terecht.
Coen Bot de jongere volgde zijn opleiding aan de visserijschool te Den Helder, maar die sector was niet aan hem besteed. Na nog eens vier jaar in de oliehandel voer hij zo'n zes jaar op zeeslepers van Wijsmuller uit IJmuiden de wereld rond.
Op 12 mei 1975 begon hij zijn loopbaan als opstapper-motordrijver op de Suzanna. Hij was betrokken bij een aantal spectaculaire reddingen, zoals die van het Russische visverwerkingsschip Breeze bij windkracht 11/12. Ook hielp hij mee met de berging van de slachtoffers van de Dakotaramp op 25 september 1996. Veel watersporters zijn door hem uit netelige posities bevrijd.
Hij beëindigde zijn loopbaan eind juni 2008, als schipper van de RIB Dorus Rijkers, die in 1997 zijn conventionele motorreddingboot Suzanna verving. Dit schip kan onder elk denkbaar weertype uitvaren. Dankzij zijn 680pk-dieselmotoren bereikt de boot een maximumsnelheid van 34 knopen.
Bot werd enkele malen onderscheiden door de reddingmaatschappij en voor zijn grote verdiensten voor de KNRM werd hij op 27 april 2006 benoemd tot Lid in de Orde van Oranje-Nassau.